# Iparterv-csoport
Az Iparterv-csoport 1968 és 1969 között működött magyar neoavantgárd képzőművészeti csoport volt, budapesti központtal. A 11 fiatal magyar művész alkalmi rendezvényei keretében jelent meg Magyarországon először a neoavantgárd művészet.

## Előzmények
Az Iparterv kiállításai nem előzmény nélkül valók. 1966. május: a Stúdió ’66-ban a fiatal avantgárd művészek, a későbbi Iparterv kiállító művészei, Bak Imre, Baranyay András, Keserü Ilona, Lakner László, Major János, Molnár Sándor és Siskov Ludmil másokkal együtt külön teremben állítottak ki. 1966. június: Molnár Sándor informel képei a Mednyánszky teremben lettek kiállítva. 1966. december 22-én Bak Imre, Frey Krisztián, Hencze Tamás, Hortobágyi Endre, Molnár Sándor, Nádler István, Tót Endre, többnyire a Zuglói Kör tagjainak képeiből rendezett tárlatot, melyet Perneczky Géza vezetett fel.
1968. február: régi és új avantgárd kiállítást rendeznek a Vásárhelyi Pál Kollégiumban: Bak Imre, Csiky Tibor, Gyarmathy Tihamér, Hencze Tamás, Korniss Dezső, Tót Endre, Veszelszky Béla.
1968. április: Sinkovits Péter rendezett pop art kiállítást Lakner László, Major János, Maurer Dóra, Pásztor Gábor műveiből a Műszaki Egyetem kollégiumában, ugyanitt 1968 májusában Sinkovits Frey Krisztián szürke írásos képeit mutatta be.

## Iparterv I. (megnyitás:1968.december 12.)
1968. december: a friss diplomás művészettörténész, Sinkovits Péter 11 neoavantgárd fiatal művész képeiből rendezett kiállítást az IPARTERV Deák Ferenc utca 10. szám alatti belvárosi irodaházának aulájában. Ez volt az Iparterv I. kiállítás, 1968. december 12-én nyitotta meg Tölgyesi János művészettörténész. Sinkovits Péter 1969. májustól júniusig kéthetente a csoport tagjainak kiállítást rendez a Központi Fizikai Kutatóintézet KISZ klubjában, a Budafoki úton. A legkülönbözőbb stílusirányzatokhoz tartozók állítottak itt ki, voltak, akik éppen stílusváltás korszakukban voltak.
Keserü Ilona gesztusfestészete utalt leginkább vissza az Európai Iskolához, Frey Krisztián és Tót Endre a nyugat-európai gesztusfestészet és az amerikai absztrakt expresszionizmus irányában alkotott. Molnár Sándor monokróm festményekkel jelentkezett. Bak Imre és Nádler István a geometrikus új absztrakciót képviselte a kiállításon. Hencze Tamás op-arthoz, Lakner László és Konkoly Gyula pop-art-hoz közelítő képeit mutatta be. 

## Iparterv II. (megnyitás:1969.október 24.)
A csoport tagjainak rendezett időszakos kiállítások mintegy előkészítették az Iparterv II. kiállítást, amelyen a csoporthoz további négy részvevő csatlakozott, Baranyay András és Major János grafikákkal, Méhes László hiperrealista Hétköznap c. képével szerepelt, a kiállítás-sorozatot Szentjóby Tamás happeningjével zárták. Az egyes tárlatokat Németh Lajos, Körner Éva és Perneczky Géza nyitották meg 1969. október 24-én. A kiállítás csak pár napig volt látható, mert az akkor cenzori hivatalként működő Képző- és Iparművészeti Lektorátus betiltotta.
Az Ipartervhez kapcsolódó Dokumentum 69-70 katalógusból kimaradt Szentjóby Tamás és Molnár Sándor, viszont szerepelnek benne Erdély Miklós, Pálfalusi Attila művei. A kiadvány Dokumentum elnevezése közvetlen utalás a kasseli „Documentá”-ra.

## Az Iparterv kiállító művészei
- Bak Imre (Iparterv I-II.)
- Baranyai András (Iparterv II.)
- Erdély Miklós (a katalógusban szerepel)
- Frey Krisztián (Iparterv I-II.)
- Hencze Tamás (Iparterv I-II.)
- Jovánovics György (Iparterv I-II.)
- Keserü Ilona (Iparterv I-II.)
- Konkoly Gyula (Iparterv I-II.)
- Lakner László (Iparterv I-II.)
- Major János (Iparterv II.)
- Méhes László (Iparterv II.)
- Nádler István (Iparterv I-II.)
- Pálfalusi Attila (a katalógusban szerepel)
- Siskov Lumill (Iparterv I-II.)
- Szentjóby Tamás (Iparterv II.)
- Tót Endre (Iparterv I-II.)

## Ipartervhez kapcsolódó csoportos kiállítások
- 1968 Iparterv  I., IPARTERV, Deák Ferenc utca 10., Budapest
- 1969 Iparterv II., IPARTERV, Deák Ferenc utca 10., Budapest
- 1980 Iparterv 68-80, IPARTERV, Deák Ferenc utca 10., Budapest
- 1987 Régi és új avantgárd 1967-75 : a huszadik század magyar művészete, Csók Képtár, Székesfehérvár
- 1988 Hommage à Iparterv 1968/69 I., Fészek Galéria, Budapest
- 1989 Hommage à Iparterv 1968/69 II., Fészek Galéria, Budapest;  Hommage à Iparterv 1968/69 III., Fészek Galéria, Budapest
- 1991  1960-as évek, Magyar Nemzeti Galéria, Budapest
- 1998  A magyar neoavantgárd első generációja 1965-72, Szombathelyi Képtár, Szombathely

## Külső hivatkozások
- Perneczky Géza: Produktivitásra ítélve? Az Iparterv-csoport és ami utána következett Magyarországon
- Perneczky Géza honlapja